# Sedeh (ort i Iran)
Sedeh (persiska: سده) är en ort i Iran.   Den ligger i provinsen Fars, i den centrala delen av landet, 600 km söder om huvudstaden Teheran. Sedeh ligger 2 170 meter över havet och antalet invånare är 5 572.
Terrängen runt Sedeh är kuperad åt nordost, men åt sydväst är den platt.Runt Sedeh är det glesbefolkat, med 14 invånare per kvadratkilometer. Det finns inga andra samhällen i närheten. Omgivningarna runt Sedeh är i huvudsak ett öppet busklandskap.